# Calm After the Storm
Chansons représentant les Pays-Bas au Concours Eurovision de la chanson
Birds
(2013) Walk Along
(2015)
Calm After the Storm est la chanson représentant les Pays-Bas au Concours Eurovision de la chanson 2014. Elle est interprétée par The Common Linnets (Ilse DeLange et Waylon).

## Eurovision
La chanson est choisie en interne par la NPO. Elle est présentée pour la première fois dans une version acoustique le 12 mars 2014 dans l'émission de télévision De Wereld Draait Door. La version studio est connue le lendemain. Le clip est tourné en noir et blanc dans le même mois à Edam.
Les Pays-Bas participent d'abord à la première demi-finale le mardi 6 mai 2014. La chanson est la quatorzième de la soirée, suivant Quero ser tua interprétée par Suzy pour le Portugal et précédant Moj svijet interprétée par Sergej Ćetković pour le Monténégro.
À la fin des votes, elle obtient 150 points et prend la première place sur seize participants. Elle est qualifiée pour la finale.
Lors de la finale, la chanson est la vingt-quatrième de la soirée, suivant Cliche Love Song interprétée par Basim pour le Danemark et précédant Maybe interprétée par Valentina Monetta pour le Saint-Marin.
À la fin des votes, elle obtient 238 points et prend la deuxième place sur vingt-six participants. La chanson gagnante est Rise Like a Phoenix interprétée par Conchita Wurst pour l'Autriche. Il s'agit de la meilleure performance des Pays-Bas depuis la victoire de Ding-a-dong par Teach-In en 1975 et jusqu'à la victoire de Arcade par Duncan Laurence en 2019.

## Liste des pistes
Singles de The Common Linnets
Give Me a Reason
(2014)
| 1. | Calm After the Storm | 3:07 |

## Classements

### Classements hebdomadaires
| Classement (2014)                     | Meilleure position |
| ------------------------------------- | ------------------ |
| Allemagne (GfK Entertainment)         | 3                  |
| Australie (ARIA)                      | 66                 |
| Autriche (Ö3 Austria Top 40)          | 2 Ultratop         |
| Belgique - Flandre (Ultratop)         | 1                  |
| Belgique - Wallonie (Ultratop)        | 20                 |
| Danemark (Hitlisten)                  | 20                 |
| Écosse (Official Charts Company)      | 8                  |
| Espagne (Promusicae)                  | 5                  |
| Europe (Euro Digital Songs)           | 9                  |
| Finlande (Suomen virallinen lista)    | 6                  |
| France (SNEP)                         | 102                |
| Hongrie (Mahasz)                      | 4                  |
| Irlande (Irish Singles Chart)         | 4                  |
| Islande (RÚV)                         | 1                  |
| Luxembourg (Luxembourg Digital Songs) | 9                  |
| Pays-Bas (Single Top 100)             | 1                  |
| Pays-Bas (Nederlandse Top 40)         | 2                  |
| Royaume-Uni (UK Singles Chart)        | 9                  |
| Slovaquie (Rádio Top 100)             | 25                 |
| Slovénie (SloTop50)                   | 17                 |
| Suède (Sverigetopplistan)             | 36                 |
| Suisse (Schweizer Hitparade)          | 3                  |
| Turquie (Number One Top 40)           | 7                  |

### Classements annuels
| Classement (2014)             | Meilleure position |
| ----------------------------- | ------------------ |
| Allemagne (GfK Entertainment) | 22                 |